# Shreshtsar
Shreshtsar är ett berg i Armenien.   Det ligger i provinsen Vajots Dzor, i den centrala delen av landet, 70 kilometer sydost om huvudstaden Jerevan. Toppen på Shreshtsar är 1 737 meter över havet.
Terrängen runt Shreshtsar är kuperad åt sydväst, men åt nordost är den bergig. Terrängen runt Shreshtsar sluttar söderut. Närmaste större samhälle är Yeghegnadzor, 18,0 kilometer öster om Shreshtsar. 
Trakten runt Shreshtsar består i huvudsak av gräsmarker. Runt Shreshtsar är det ganska tätbefolkat, med 70 invånare per kvadratkilometer.